# سفارت سوئد در برلین
سفارت سوئد در برلین (به آلمانی: Schwedische Botschaft in Berlin) یک سفارت در آلمان است که در برلین واقع شده‌است.